# Emiliano Zapata
Emiliano Zapata Salazar (Anenecuilco, 8 augustus 1879 – Chinameca, 10 april 1919) was een Mexicaans revolutionair. Hij geldt als een van de hoofdrolspelers uit de Mexicaanse Revolutie.

## Leven
Zapata werd geboren in Anenecuilco in de staat Morelos. Mexico werd op dat moment geregeerd door de dictator Porfirio Díaz. Het grootste deel van het land was in handen van hacendados, rijke grootgrondbezitters die de boeren uitbuitten, vaak door peonage, een vorm van schuldslavernij. Zapata kwam niet uit een rijke familie, maar de familie wist toch onafhankelijk te blijven, en had een eigen stukje land. Hij was populair bij de bewoners van zijn geboortedorp, en op zijn dertigste werd hij in het defensiecomité van zijn dorp gekozen, waardoor hij woordvoerder werd voor de dorpsbewoners. Zapata was zelf mesties, maar hij wierp zich op als beschermer van de Indiaanse bevolking. Zapata zette zich in om land dat ten onrechte was toegeëigend door grootgrondbezitters terug te geven aan de oorspronkelijke eigenaars, gebruik makend van gerechtelijke uitspraken die al dateerden uit de koloniale tijd maar door de autoriteiten werden genegeerd.

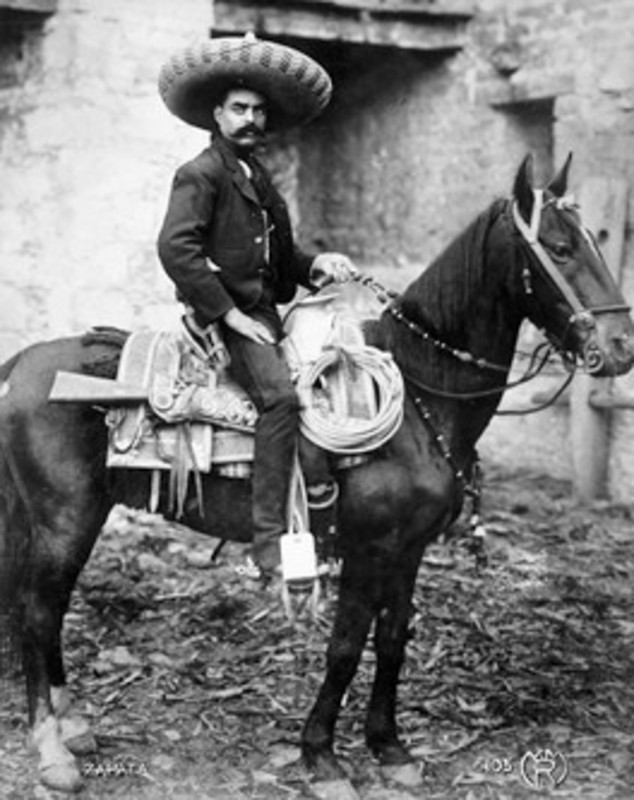
Emiliano Zapata te paard
(ca. 1911)

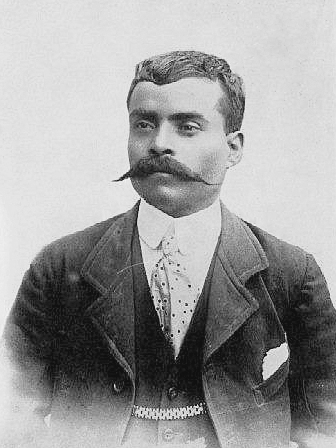
Emiliano Zapata (1914)

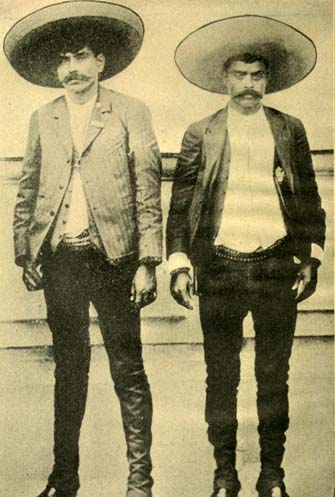
Euphemio en Emiliano Zapata

Omdat het via de officiële kanalen bereiken van landverdeling te langzaam ging, richtte Zapata een eigen leger op, en nam het land waar conflicten over waren daarmee gewoon over. In 1910, bij het uitbreken van de Mexicaanse Revolutie, sloot Zapata zich aan bij Francisco I. Madero, die in opstand was gekomen tegen Díaz nadat hij door fraude de verkiezingen had verloren. Zapata vormde het Bevrijdingsleger van het Zuiden. Na de omverwerping van Díaz werd Francisco León de la Barra geïnstalleerd als interim-president. De la Barra was een oude medestander van Díaz en moest niets hebben van de revolutie. Hij probeerde een wig te drijven tussen Madero en Zapata. Terwijl Madero aan Zapata gebood de wapens neer te leggen zorgde De la Barra ervoor dat Madero's beloften voor landhervorming niet werden uitgevoerd. Ook weigerde hij, zeer tegen de zin van Madero in, de autoritaire en impopulaire generaal Victoriano Huerta terug te trekken uit Morelos. Hierdoor keerde Zapata zich opnieuw tegen de regering; toen Madero eenmaal was ingehuldigd had Zapata zijn strijd alweer hervat. In zijn laatste dagen zou Madero dit een van de meest tragische gebeurtenissen uit de Mexicaanse geschiedenis noemen.
Zapata proclameerde het Plan van Ayala, waarin hij Madero niet langer erkende en hij opriep tot landverdelingen. Nadat Huerta naar het noorden van het land moest om daar een andere opstand te bevechten, werd de veel zachtaardigere Felipe Ángeles naar Morelos gestuurd als bevelhebber van het Federale Mexicaanse Leger. Hij ging mild om met de zapatistas waardoor het conflict op een laag pitje kwam te staan en Zapata zijn ideeën voor landhervorming in de praktijk kon brengen. Madero werd kort daarna omvergeworpen door Huerta. Huerta gaf amnestie aan aanhangers van Díaz en onderdrukte alle roep tot landhervorming. Hierdoor groeide de steun voor Zapata, en ook voor het Constitutionalistisch Leger van Venustiano Carranza, die eveneens Huerta's regering omver poogde te werpen. Hoewel Zapata Carranza wantrouwde sloot hij zich nominaal aan bij diens constitutionalisten. Begin 1914 had hij Morelos geheel in handen, evenals grote delen van Puebla, Tlaxcala, Mexico en Guerrero.
Terwijl de constitutionalisten Mexico-Stad innamen ontstond er een scheuring in het revolutionaire leiderschap. Op de Conventie van Aguascalientes waren de revolutionairen het niet eens over de te volgen koers. De aanhangers van Carranza kwamen tegenover de conventionalisten van Pancho Villa te staan. In december 1914 ontmoetten Zapata en Villa, de grootste legendes van de revolutie, elkaar in Mexico-Stad. Anders dan veel inwoners van de hoofdstad vreesden, gedroegen de soldaten van wat zij de 'Atilla van het Zuiden' noemden zich fatsoenlijk. Zapata en Villa spraken af de strijd voort te zetten tegen Carranza. Carranza's troepen wisten in het voorjaar van 1915 Villa terug te dringen, waardoor zij hun pijlen op Zapata konden richten. Generaal Pablo González wist de zapatisten meerdere malen te verslaan, die daardoor gedwongen werden de bergen in te vluchten. Ondertussen begonnen Zapata's generaals elkaar te bestrijden en uit te moorden zodat Zapata steeds meer geïsoleerd raakte.
Op 9 april 1919 nodigde generaal Jesús M. Guajardo Zapata uit voor een ontmoeting. Zapata werd echter onthaald met een kogelregen en stierf. Na Zapata nam Gildardo Magaña het commando over zijn leger over. De restanten van zijn leger accepteerden in 1920 een amnestie van de nieuwe president Adolfo de la Huerta.

## Ideologie
Zapata werd geïntroduceerd in het anarchisme door de lokale leraar Otilio Montaño, die Zapata de werken van Peter Kropotkin en Flores Magón te lezen gaf, op het moment dat hij de arme bevolking aan land probeerde te helpen. Zapata was vooral beïnvloed door de anarchist Ricardo Flores Magón. Deze invloed kan gezien worden in Zapata's Plan van Ayala en duidelijker in Zapata's leuze "¡Tierra y Libertad!" (land en vrijheid!), de titel van Magóns bekendste werk. Zapata wantrouwde elke vorm van macht, dat volgens hem onherroepelijk leidde tot onderdrukking en slechts in dienst stond van degenen die bezit hadden. Toen Villa in het Nationaal Paleis grappend in de presidentiële stoel ging zitten en zich liet fotograferen en daarna Zapata uitnodigde hetzelfde te doen, weigerde Zapata dit, en merkte op dat de stoel "te groot" voor hem was, dat hij hem liever zou verbranden. Tegenwoordig plaatst men hem bij de libertarische socialisten.
Sommige historici zijn echter van mening dat Zapata niet als anarchist, of niet eens als revolutionair betiteld kan worden. Zapata streefde immers naar het herstel van gronden die geüsurpeerd waren door haciënda's. Hij wees erop dat oude rechten waren geschonden, en streefde ernaar die rechten hersteld te zien, wat in zekere zin reactionair kan worden genoemd.

## Legende

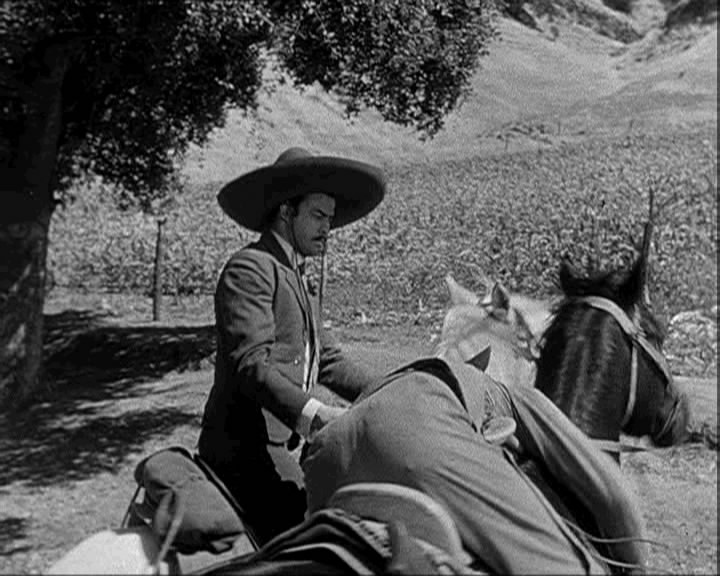
Marlon Brando als Zapata in Viva Zapata!

Zapata is in Mexico uitgegroeid tot een nationale held, hij heeft een status die vergelijkbaar is met die Che Guevara in de rest van Latijns-Amerika. Verschillende plaatsen in het land zijn naar hem genoemd. Zapata wordt bezongen in tal van corrido's en andere liederen, zowel in Mexico als door internationale artiesten als Manu Chao en Rage Against the Machine. Hij is opgevoerd in talloze films, er is zelfs een subgenre van de western geïnspireerd door Zapata, de Zapatawestern. Zijn rol is gespeeld door onder anderen Marlon Brando in de film Viva Zapata! (1952), Jaime Fernández (1966), Tony Davis, (1969), Antonio Aguilar (1970) en Alejandro Fernández (2002). Deze laatste film, Zapata - El sueño del héroe, is deels in het Nahuatl, een taal die Zapata zelf nooit heeft gesproken. Hoewel Zapata een voorvechter was van indiaanse rechten en veel van zijn geschriften in het Nahuatl liet vertalen, was hij zelf een mesties en heeft zich nooit zoals soms wel wordt beweerd afgezet tegen het mestiezendom. Onder sommige indianen, voornamelijk Maya's, is Zapata uitgegroeid tot een Wotan, een religieus icoon die wordt gelijkgesteld aan de oude god Kukulcan. Wotan Zapata is onder anderen aangehaald door Subcomandante Marcos, de leider van het EZLN.
De post-revolutionaire regeringen hebben gepoogd de erfenis van Zapata te incorporeren, en de uit de revolutie voorgekomen Institutioneel Revolutionaire Partij (PRI) beschouwde zichzelf in haar 'officiële' geschiedsvisie als de ideologische erfgenaam van Zapata. Dit beeld is later fel bekritiseerd door historici, die erop wijzen dat de Mexicaanse Revolutie niet een homogene beweging was, maar eerder gekenmerkt werd door een veelheid aan ideologieën en projecten, en dat de verdeeldheid uiteindelijk ertoe leidde dat Zapata werd vermoord door de overwinnende factie. In latere jaren hebben de voormalige zapatista's als Genovevo de la O en Rubén Jaramillo gepoogd zijn ideeën en werken levend te houden, maar dat stuitte op veel verzet van de overheid. Jaramillo voerde in de jaren 40 en 50 een soms gewapende soms vreedzame strijd tegen de PRI tot hij in 1958 werd vermoord. Ook in de Federatie van Partijen van het Mexicaanse Volk (FPPM) waren Zapatistische ideeën terug te vinden, deze partij wist hoge ogen te gooien bij de verkiezingen in 1952 maar verloor uiteindelijk, waarschijnlijk na fraude, en werd korte tijd later verboden. Sinds 1994 is in de zuidelijke deelstaat Chiapas het Zapatistisch Nationaal Bevrijdingsleger (EZLN) actief. Het EZLN beschouwt zich als Zapata's ideologische erfgenaam en zet zijn strijd voor land, vrijheid en rechten voor de inheemse bevolking voort.
Al vrijwel direct na zijn dood ontstonden geruchten dat het niet Zapata was die was vermoord, maar zijn kameraad Jesús Delgado. Zapata zou volgens legenden slechts Mexico ontvlucht zijn, waarschijnlijk naar Arabisch Schiereiland, maar zou weer terugkomen wanneer de tijd rijp was. Deze geruchten bleken bijzonder hardnekkig, nog tot in de jaren 60 gingen er in Morelos geruchten rond dat Zapata nog in leven was. Voor veel Mexicanen is Zapata symbolisch nog steeds in leven en geldt nog steeds: Zapata vive, la lucha sigue (Zapata leeft, de strijd gaat door).
- Bibsys: 90152402
- Biblioteca Nacional de Chile: 000039774
- Biblioteca Nacional de España: XX854016
- Bibliothèque nationale de France: cb122053495 (data)
- Catàleg d'autoritats de noms i títols de Catalunya: 981058521356906706
- CiNii: DA05992539
- Gemeinsame Normdatei: 118636197
- International Standard Name Identifier: 0000 0000 8105 6014
- Library of Congress Control Number: n79069840
- Nationale Bibliotheek van Letland: 000221197
- Bibliotheek van het Japanse parlement: 00621682
- Nationale bibliotheek van Australië: 35997640
- Nationale Bibliotheek van Israël: 987007271066805171
- Nationale Bibliotheek van Polen: a0000003146910
- Nationale en Universitaire bibliotheek Zagreb: 000500071
- Nederlandse Thesaurus van Auteursnamen: 068632096
- Russische Staatsbibliotheek: 000164905
- SNAC: w6rw1br0
- Système universitaire de documentation: 030687683
- Semantic Scholar: 121673942
- Trove: 1178296
- Virtual International Authority File: 27114325
- WorldCat: E39PBJdgVYjBgDmQQ4Q68GFFrq